# Fort Spion
Fort Spion is een fort dat deel uitmaakte van de Nieuwe Hollandse Waterlinie, en is gelegen bij Loosdrecht.
Het fort is een verdedigingswerk dat is aangelegd tussen 1844 en 1847. Op de plek lag in 1803 al een batterij die deel uitmaakte van de Oude Hollandse Waterlinie. In 1844 werden plannen ontworpen om een aarden redoute aan te leggen inclusief een gemetseld verdedigbaar wachthuis, gebouw A. Het geheel werd omringd door een gracht. Het fort had tot taak de Bloklaan, de weg van Loosdrecht naar Loenen, af te sluiten. Fort Spion is een zogenaamde 'dijkaccesspost' omdat het is gelegen op een smalle doorgang in een onder water staand gebied. De vorm en bouwgeschiedenis van dit fort toont veel overeenkomsten met die van Fort Kijkuit.
Tussen 1879-1880 werd het geheel gemoderniseerd. Het wachthuis kreeg een vleugelaanbouw aan de noord- en zuidzijde. In de wal aan de noordwestzijde van gebouw A kwam een wachthuis met een magazijn voor de opslag van munitie (gebouw B). Een betonnen remise, gebouw C, voorzien van een aarden dekking, werd in de frontwal aangelegd. Net buiten de gracht werd een brug gebouwd en een fortwachterswoning.
In de dertiger jaren werd de Bloklaan verlegd en verbreed. Het fort werd versterkt met een zware betonkazemat ten zuiden van gebouw C. Tijdens 1939-1940 werden nog diverse betonnen groepsschuilplaatsen en een koepelkazemat voor een mitrailleur aangelegd. Van deze laatste is de koepel verwijderd door de Duitse bezetter en omgesmolten voor de oorlogsindustrie. Er liggen ook nog restanten van een tankversperring die net voor het uitbreken van de oorlog is aangelegd.
Bij Koninklijk Besluit van 16 augustus 1960 heeft het fort zijn militaire functie als vestingwerk verloren. Tegenwoordig is Fort Spion ingericht als een kleine eenvoudige camping.